# آساکا تانپوکو

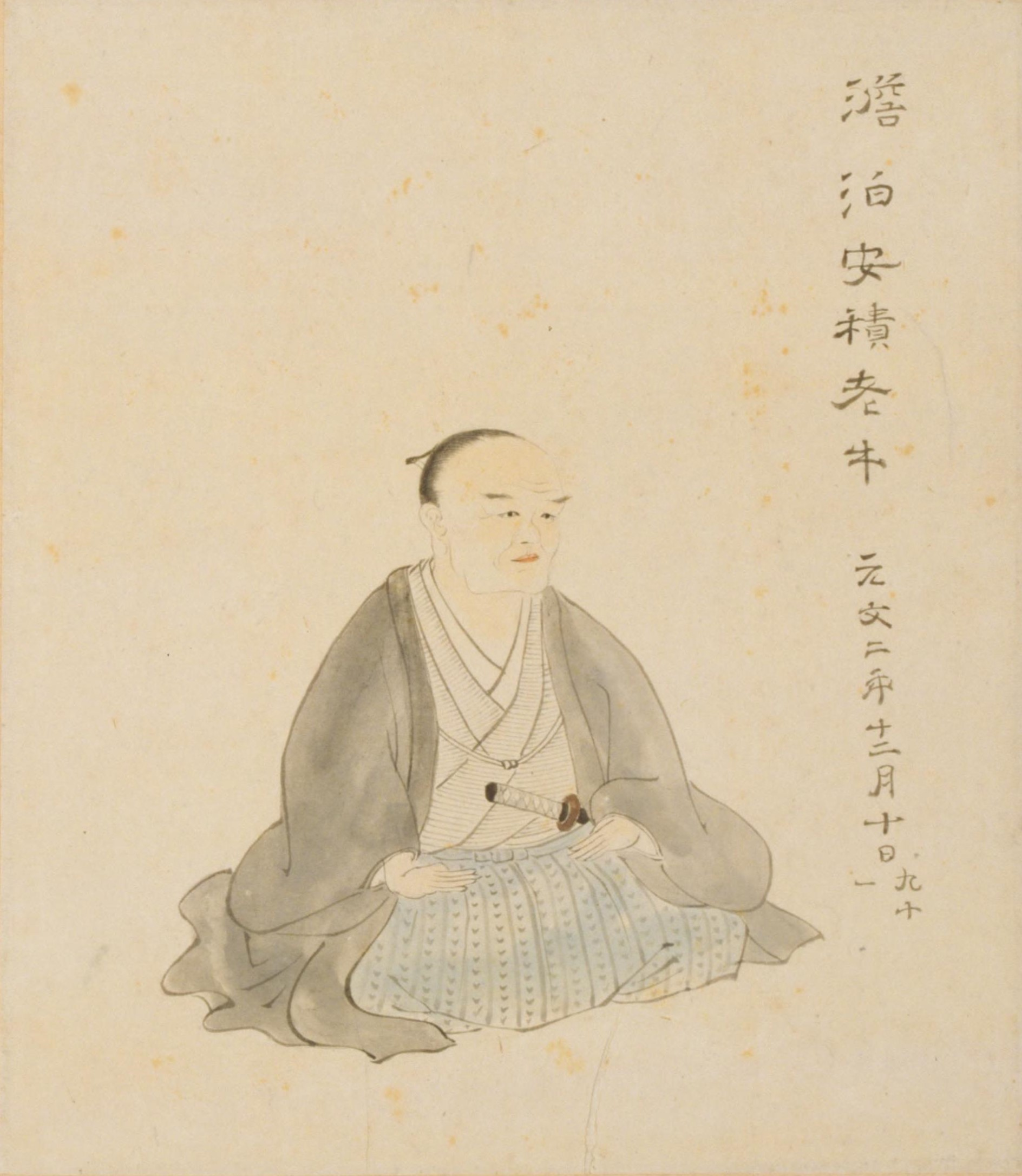

آساکا تانپوکو (به ژاپنی: 安積 澹泊 あさか たんぱく)، متولد ۱۶۵۶ - درگذشته ۱۷۳۸، یک محقق کنفوسیوسی در اواسط دوره ادو بود. نام کوچک او کاکو، تخلصش شیسن، نام کودکی‌اش هیکوروکو، لقبش کاکوبئی، تخلص‌هایش تانپاکو[۱] و تانپاکوسای بود و در سال‌های پایانی عمرش با نام‌های روهو، روهو جوزان و روگیو شناخته می‌شد.
گفته می‌شود که او الگوی آتسومی کاکونوشین است که در داستان «میتو کومون» ظاهر می‌شود.
او به توکوگاوا میتسوکونی، ارباب قلمرو میتو، خدمت می‌کرد. در سال ۱۶۷۴ وارد شوکوکان شد و در تدوین دای نیهون شی (تاریخ بزرگ ژاپن) نقش داشت. در سال ۱۶۸۵ به همراه آساکا تانپوکو و دیگران به کیوشو، چوگوکو و هوکوریکو سفر کرد و در سال ۱۶۹۱ به تنهایی به منطقه توهوکو سفر کرد. او تا سال ۱۷۳۱ به کار خود در زمینه تاریخ ژاپن ادامه داد.
او در سال ۱۷۱۴ از ریاست استعفا داد، اما به کار در شوکوکان ادامه داد. از سال ۱۷۱۶، او شروع به نوشتن «دای نیهونشی رونزان»  کرد (که در سال ۱۷۱۶ تکمیل شد). رونزان شرحی است که نویسنده در پایان یک زندگینامه تاریخی اضافه کرده است. در سال ۱۸۰۹، رونزان حذف شد، بنابراین در دای نیهونشی تکمیل شده گنجانده نشده است. در سال ۱۷۲۱، او به عنوان منشی جدید منصوب شد و در سال ۱۷۲۷، به عنوان منشی جدید منصوب شد، اما مانند قبل به کار در موزه تاریخ ادامه داد. از سال ۱۷۲۷، او مسئول ویرایش «رتسوسو شیکاکو»، زندگینامه توکوگاوا ایه‌یاسو (که در سال ۱۷۲۸ تکمیل شد) بود. او در سال ۱۷۳۳ بازنشسته شد. حتی پس از بازنشستگی، به او مقرری ده نفر داده شد و اجازه یافت در کار موزه تاریخ مشارکت داشته باشد و تا قبل از مرگش به ویرایش نسخه‌های خطی زندگینامه تاریخی ادامه داد.